# أبو الهيذام المري
أبو الهيذام المري هو عامر بن عمارة بن خريم الناعم بن عمرو بن الحارث بن خارجه بن سنان بن أبي حارثة بن مرة بن نشبة بن غيظ بن مرة بن عوف بن سعد بن ذبيان بن بغيض بن ريث بن غطفان المري أحد فرسان العرب المشهورين وزعيم قيس عيلان في فتنة دمشق والشام بين القيسية واليمانية زمن هارون الرشيد.

## قصته مع هارون الرشيد
كان أبو الهيذام من اعيان وزعماء القيسية والمضرية بالشام واجدادة كانوا حلفاء وامراء لدى الامويين قديما وكان سبب الفتنة أن عامل هارون الرشيد في سجستان قتل أخًا لأبي الهيذام فخرج أبو الهيذام بالشام وجمع جمعًا عظيما وقال يرثي أخاه:
سأبكيك بالبيض الرقاق وبالقنا
فإن بها ما يدرك الطالب الوترا
ولسنا كمن ينعي أخاه بغيره
يعصرها من ماء مقلته عصرًا
وإنا أناس ما تفيض دموعنا
على هالك منا وإن قصم الظهرا
ولكنني أشفي الفؤاد بغارة
ألهب في قطري كتائبها جمرًا
ثم إن هارون الرشيد احتال عليه بأخ له كتب إليه فأرغبه ثم شد عليه فكتفه وحمله إلى الرشيد في الرقة. فلما دخل عليه أنشده أبياتاً منها:
فأحسِن أميرَ المؤمنين فإنه
أبى اللهُ إلا أن يكونَ لكَ الفضلُ
فمن عليه الرشيد وأطلقه.

## سبب فتنة اليمانية والقيسية بالشام
كان أول ما هاجت الفتنة في الشام أن رجلًا من بني القين وهم قبيلة من قضاعة القحطانية خرج بطعام له يطحنه في الرحا بالبلقاء فمر بحائط رجل من لخم أو جذام (قبيلة) وفيه بطيخ وقثاء فتناول منه فشتمه صاحبه وتضاربا وسار القيني فجمع صاحب البطيخ قومًا من أهل اليمن ليضربوه إذا عاد فلما عاد وكان على دمشق حينئذ عبد الصمد بن علي من بني العباس فلما خاف الناس أن يتفاقم ذلك أجتمع أهل الفضل والرؤساء ليصلحوا بينهم فأتوا بني القين فكلموهم فأجابوهم إلى ما طلبوا فأتوا اليمانية فكلموهم فقالوا: انصرفوا عنا حتى ننظر ثم ساروا فبيتوا بني القين فقتلوا منهم ستمائة وقيل ثلاثمائة فاستنجدت القين بنو عمومتهم قضاعة وسليح فلم ينجدوهم فاستنجدت قبائل قيس عيلان فأجابوهم وساروا معهم إلى الصواليك من أرض البلقاء فقتلوا من اليمانية ثماني مائة وكثر القتال بينهم فالتقوا مرات .
وعزل عبد الصمد عن دمشق واستعمل عليها إبراهيم بن صالح بن علي وهو من بني العباس كذالك 
فدام ذلك الشر بينهم نحو سنتين والتقوا بالبثنية فقتل من اليمانية نحو ثماني مائة ثم اصطلحوا بعد شر طويل .
ووفد إبراهيم بن صالح على هارون الرشيد وكان ميله مع قبائل اليمانية فوقع في قبائل قيس عيلان عند الرشيد فاعتذر عنهم عبد الواحد بن بشر النصري من بني نصر من هوازن وهو من قيس 
فقبل عذرهم ورجعوا واستخلف إبراهيم بن صالح على دمشق ابنه إسحاق وكان ميله أيضًا مع اليمانية فأخذ جماعة من قيس فحبسهم وضربهم وحلق لحاهم فنفر الناس ووثبت غسان برجل من ولد قيس بن العبسي فقتلوه فجاء أخوه إلى ناس من الزواقيل في حوران فاستنجدهم فأنجدوه وقتلوا من اليمانية نفرًا.

## حرب ابي الهيذام مع اليمانية
ثارت اليمانية بكليب بن عمرو بن الجنيد بن عبد الرحمن المري وجدة الجنيد كان أحد رجال بنو امية قديما وواليهم على خراسان زمن هشام بن عبد الملك وعنده ضيف له فقتلوه فجاءت
أم الغلام بثيابه إلى أبي الهيذام المري فألقتها بين يديه فقال: انصرفي حتى ننظر فإني لا أخبط خبط العشواء حتى يأتي الأمير ونرفع إليه دماءنا فإن نظر فيها وإلا فأمير المؤمنين ينظر فيها.
ثم أرسل إسحاق فأحضر أبا الهيذام فحضر فلم يأذن له ثم إن أناسًا من الزواقيل قتلوا رجلًا من اليمانية وقتلت اليمانية رجلًا من بنو سليم ونهبت أهل تلفياثا وهم جيران بنو محارب من قيس فجاءت محارب إلى أهل الهيذام فركب معهم إلى إسحاق في ذلك فوعدهم الجميل فرضي فلما انصرف أرسل إسحاق إلى اليمانية يغريهم بأبي الهيذام فاجتمعوا وأتوا أبا الهيذام من باب الجابية فخرج إليهم في نفر يسير فهزمهم واستولى على دمشق وأخرج أهل السجون عامة.
ثم إن أهل اليمانية استجمعت واستنجدت بنو كلب وغيرهم فأمدوهم وبلغ الخبر أبا الهيذام فأرسل إلى القيسية والمضرية فأتته الإمداد وهو يقاتل اليمانية عند باب تومان فانهزمت اليمانية.
ثم إن اليمانية أتت قرية لقيس عند دمشق فأرسل أبوالهيذام إليهم الزواقيل فقاتلوهم فانهزمت اليمانية أيضا ثم لقيهم جمع آخر فانهزموا أيضا ثم أتاهم الصريخ: أدركوا باب توما فأتوه فقاتلوا اليمانية فانهزمت أيضا فهزموهم في يوم واحد أربع مرات ثم رجعوا إلى أبي الهيذام.
ثم أرسل إسحاق إلى أبي الهيذام يأمره بالكف ففعل وأرسل إلى اليمانية: قد كففته عنكم فدونكم الرجل فهو غار فأتوه من باب شرقي متسللين فأتى الصريخ أبا الهيذام فركب في فوارس من أهله فقاتلهم فهزمهم.
ثم بلغه خبر جمع آخر لهم على باب توما فأتاهم فهزمهم أيضًا ثم جمعت اليمانية أهل الأردن وخولان وبنو كلب وغيرهم وأتى الخبر أبا الهيذام فأرسل من يأتيه بخبرهم فلم يقف لهم على خبر في ذلك وجاؤوا من جهة أخرى كان آمنًا منها لبناء فيها.
فلما انتصف النهار ولم ير شيءًا فرق أصحابه فدخلوا المدينة ودخلها معهم وخلف طليعة فلما رآه إسحاق قد دخل أرسل إلى ذلك البناء فهدمه وأمر اليمانية بالعبور ففعلوا فجاءت الطليعة إلى أبي الهيذام فأخبروه الخبر وهو عند باب الصغير ودخلت اليمانية المدينة وحملوا على أبي الهيذام فلم يبرح وأمر بعض أصحابه أن يأتي اليمانية من ورائهم ففعلوا فلما رأتهم اليمانية تنادوا: الكمين الكمين وانهزموا وأخذ منهم سلاحًا وخيلًا.
فجمع إسحاق الجنود فعسكروا عند قصر الحجاج وأعلم أبوالهيذام أصحابه فجاءته قبائل قيس 
واجتمعت اليمن إلى إسحاق فالتقى بعض العسكر فاقتتلوا فانهزمت اليمانية وقتل منهم ونهب أصحاب أبي الهيذام بعض داريأن وأحرقوا فيها ورجعوا فأرسلت ابنة الضحاك بن رمل السكسكي وهي يمانية إلى أبي الهيذام تطلب منه الأمان فأجابها وكتب لها ونهب القرى التي لليمانية بنواحي دمشق وأحرقهأ فلما رأت اليمانية ذلك أرسل إليه ابن خارجة الحرشي وابن عزة الخشني وأتاه الأوزاع والأوصاب ومقرأن وأهل كفر سوسية والحميريون وغيرهم يطلبون الأمان فآمنهم فسكن الناس وأمنوا.
وفرق أبوالهيذام أصحابه وبقي في نفر يسير من أهل دمشق فطمع فيه إسحاق فبذل الأموال للجنود ليواقع أبا الهيذام فأرسل العذافر السكسكي في جمع إلى أبي الهيذام فقاتلوهم فانهزم العذافر.
ودامت الحرب بين أبي الهيذام وبين الجنود من الظهر إلى المساء وحملت خيل أبي الهيذام على الجند فجالوا ثم تراجعوا وانصرفوا وقد جرح منهم أربعمائة ولم يقتل منهم أحد وذلك نصف صفر.
فلما كان الغد لم يقتتلوا إلى المساء فلما كان آخر النهار تقدم إسحاق في الجند فقاتلهم عامة الليل وهم بالمدينة واستمد أبوالهيذام أصحابه وأصبحوا من الغد فاقتتلوا والجند في اثني عشر ألفا وجاءتهم اليمانية وخرج أبوالهيذام من المدينة فقال لأصحابه وهم قليلون: أنزلوا فنزلوا وقاتلوهم على باب الجابية حتى أزالوهم عنه.
ثم إن جمعًا من أهل حمص من اليمانية أغاروا على قرية لأبي الهيذام فأرسل طائفة من أصحابه إليهم فقاتلوهم فانهزم أهل حمص وقتل منهم بشر كثير وأحرقوا قرى في الغوطة لليمانية وأحرقوا داريأن ثم بقوا نيفًا وسبعين يومًا لم تكن حرب.
فقدم السندي أميرا على الجنود من عند الرشيد فأتته اليمانية تغريه بأبي الهيذام وأرسل أبوالهيذام إليه يخبره أنه على الطاعة فأقبل حتى دخل دمشق وإسحاق بدار الحجاج فلما كان الغد أرسل السندي قائدًا في ثلاثة آلاف وأخرج إليهم أبوالهيذام ألفا فلما رآهم القائد رجع إلى السندي فقال: أعط هؤلاء ما أرادوأن فقد رأيت قومًا الموت أحب إليهم من الحياة فصالح أبوالهيذام وأمن أهل دمشق والناس.
وسار أبوالهيذام إلى حوران وأقام السندي بدمشق ثلاثة أيام وقدم موسى بن عيسى واليًا عليها، فلما دخلها أقام بها عشرين يوما واغتمن غرة أبي الهيذام فأرسل من يأتيه به فكبسوا داره فخرج هو وابنه خريم وعبد الله فقاتلوهم ونجا منهم وانهزم الجند .
وسمعت خيل أبي الهيذام فجاءته من كل ناحية وقصد بصرى وقاتل جنود موسى بطرف اللجاة فقتل منهم وانهزموأن ومضى أبو الهيذام فلما أصبح أتاه خمسة فوارس فكلموه فأوصى أصحابه بما أراد وتركهم ومضى وذلك في رمضان سنة سبع وسبعين ومائة للهجرة .
وكان أولئك النفر قد أتوه من عند أخيه يأمره بالكف ففعل ومضى معهم وأمر أصحابه بالتفرق وكان آخر الفتنة ومات أبوالهيذام المري سنة 182هـ .
وكان أبو الهيذام فارس قيس في زمانه .